# Гудиньо, Рауль
Рауль Маноло Гудиньо Вега (исп. Raúl Manolo Gudiño Vega; 22 апреля 1996, Мехико, Мексика) — мексиканский футболист, вратарь.

## Клубная карьера
Гудиньо — воспитанник клуба «Гвадалахара» из своего родного города. В 2014 году он был отдан в аренду в португальский «Порту». 29 ноября в матче против «Академику де Визеу» он дебютировал за «Порту B» в португальской Сегунде. Летом 2015 года «драконы» выкупили трансфер Рауля за 1,5 млн евро.
В начале 2016 года для получения игровой практики Гудиньо на правах аренды перешёл в «Униан Мадейра». 19 февраля в матче против «Эшторил-Прая» он дебютировал в Сангриш-лиге.
31 августа 2017 года Гудиньо отправился в аренду в клуб чемпионата Кипра АПОЭЛ на сезон.
26 мая 2018 года Гудиньо вернулся в «Гвадалахару».
20 июня 2022 года Гудиньо на правах свободного агента присоединился к клубу MLS «Атланта Юнайтед», подписав контракт до конца сезона 2022 с опцией продления. В высшей лиге США он дебютировал 4 сентября в матче против «Портленд Тимберс». По окончании сезона 2022 «Атланта Юнайтед» не продлила контракт с Гудиньо.

## Международная карьера
В 2013 году в составе юношеской сборной Мексики Гудиньо стал победителем юношеского чемпионата КОНКАКАФ в Панаме. На турнире он сыграл в матчах против команд Гватемалы, Кубы, Панамы и дважды Гондураса. По итогам соревнований Рауль был признан лучшим вратарём.
В том же году Гудиньо помог сборной завоевать серебряные медали на юношеском чемпионате мира в ОАЭ. На турнире он сыграл в матчах против команд Италии, Бразилии, Ирака, Швеции, Аргентины и дважды Нигерии.
Летом 2015 года Гудиньо в составе молодёжной сборной Мексики принял участие в молодёжном чемпионате мира в Новой Зеландии. На турнире он сыграл в матчах против Мали.
За сборную Мексики Гудиньо дебютировал 11 октября 2018 года в товарищеском матче со сборной Коста-Рики.

## Достижения
Международные
 Мексика (до 17)
- Юношеский чемпионат КОНКАКАФ — 2013
- Юношеский чемпионат мира — 2013